# Корзун, Валентина Павловна
Валенти́на Па́вловна Ко́рзун (род. 12 октября 1948, Абинск, Краснодарский край) — советский и российский историк, педагог, специалист в области историографии отечественной истории, доктор исторических наук (2002), профессор (2004). Заслуженный профессор ОмГУ (2017). Заслуженный работник высшей школы Российской Федерации (2005).

## Биография
Родилась 12 октября 1948 года в городе Абинске Краснодарского края в семье служащих.
С 1966 по 1971 год обучалась на историческом факультете Ростовского государственного университета, с 1971 по 1975 год — в аспирантуре на этом факультете. С 1971 по 1977 год — научный сотрудник Северо-Кавказского научного центра.
На формирование исторических взглядов наибольшее влияние оказали: М. А. Барг, К. Н. Тарновский, А. М. Сахаров, Л. П. Репина, Ю. И. Серый, А. П. Пронштейн, А. Г. Беспалова.
В 1980 году в Ростовском государственном университете защитила диссертацию на соискание учёной степени кандидата исторических наук по теме: «Рабочая политика крупной горнопромышленной буржуазии Юга России в эпоху капитализма», в 2002 году — в Институте истории и археологии УрО РАН (Екатеринбург) диссертацию на соискание учёной степени доктора исторических наук по теме: «Образы исторической науки в отечественной историографии рубежа XIX—XX вв.». В 2004 году приказом ВАК ей было присвоено учёное звание — профессор.
С 1977 по 2023 год на педагогической работе в Омском государственном университете: ассистент, с 1986 года — доцент, с 1994 по 2015 год — организатор и первый заведующая кафедрой современной отечественной истории и историографии, с 2015 по 2023 год — профессор этой кафедры. С 2023 года — ведущий научный сотрудник Омского государственного педагогического университета.
Поддерживает постоянные научные связи с Институтом всеобщей истории РАН, Институтом истории и археологии УрО РАН, Омским филиалом Института археологии и этнографии СО РАН, Сибирским филиалом Российского НИИ культурного и природного наследия им. Д. С. Лихачёва, коллегами из Казани, Челябинска, Саратова, Ростова-на-Дону, Петрозаводска, Украины и Польши.
Член объединённого диссертационного совета ОмГУ имени Ф. М. Достоевского, ОмГПУ и НГПУ. Член Российского общества интеллектуальной истории, Российского исторического общества.
Автор более 200 научных работ, в том числе многочисленных монографий. Была членом редколлегий междисциплинарного журнала «Культурологические исследования в Сибири» (Омск), историографического сборника «Мир историка» (Омск). Член редакционного совета альманаха интеллектуальной истории «Диалог со временем» (Москва), редакционной коллегии журнала «Вестник Омского университета. Серия „Исторические науки“» (Омск). Под руководством В. П. Корзун подготовлено 16 кандидатов и докторов исторических наук.

### Семья
- Муж — Дмитрий Михайлович Колеватов (8 августа 1948 — 11 октября 2020), историк, старший преподаватель кафедры истории Омского государственного аграрного университета.
- Дочь — Елена Колеватова (род. 1973). Внуки — Александр и Дмитрий[4].

## Научно-педагогическая деятельность
Область научных интересов — историография, история культуры, науковедение, история России, история интеллигенции XIX—XX вв., образ отечественной исторической науки рубежа XIX—XX веков, историко-научные взгляды П. Н. Милюкова, А. С. Лаппо-Данилевского, И. М. Гревса, П. Н. Ардашева. Основным направлением научной работы является изучение истории науки России как социокультурной традиции на стыке историографии, науковедения, культурологии с ориентацией на исследование мира научных сообществ, личностей учёных, социально-психологических факторов развития науки, научных коммуникаций.
В. П. Корзун участвовала в грантовых проектах: в качестве руководителя «Провинциальная наука: Ученые и научные сообщества Западной Сибири (конец XIX — первая треть XX вв.)» (РГНФ, 1997); «Московская и петербургская школы русских историков в письмах П. Н. Милюкова — С. Ф. Платонову» (Министерство образования РФ, 1998); «Мир русского историка конца XIX — начала XX вв. (культурологический ракурс историографического исследования» (РГНФ, 1999); «Историческая наука, образование, ученый в социокультурном пространстве Северной и Центральной Евразии ХХ столетия» (ФЦП «Государственная поддержка интеграции высшего образования и фундаментальной науки на 1997—2000 гг.»); Мегапроект по поддержке кафедр "Развитие образования в России Института «Открытое Общество» 2000—2002 гг.; грант на проведение Всероссийской научной конференции «Историк на пути к открытому обществу» (РФФИ, 2001); «Научное сообщество сибирских историков в первое послевоенное десятилетие». (Министерство образования РФ и фонд Карнеги, 2004); грант на издание монографии «Очерки истории отечественной исторической науки XX века» (ФЦП "Интеграция науки и высшего образования в России на 2002—2006 гг., 2005); «Образы отечественной исторической науки в контексте смены познавательных парадигм (вторая половина XX — начало XXI вв.)» (Министерство науки и образования РФ, ФЦП «Научные и научно-педагогические кадры России на 2009—2013 гг.», 2009); «Профессорская семья как звено интеллектуальной сети (отец и сын Лаппо-Данилевские)» (РГНФ, 2010), «Трансформация образа исторической науки в первое послевоенное десятилетие (вторая половина 1940-х — середина 1950-х гг.)» (РГНФ, 2007—2009); «Профессорская культура в условиях социокультурных трансформаций: Россия ХХ—ХХI вв.» (Министерство науки и образования РФ, 2012—2014); «Семья Лаппо-Данилевских в истории отечественной науки и культуры» (РГНФ, 2013—2014 гг.), «Коллективный портрет историков сибирского города в условиях социокультурных трансформаций: Омск, конец XX—XXI вв.» (РФФИ, 2017—2018); в качестве исполнителя «Родиноведческие идеалы и их трансформация в советскую эпоху (по материалам Сибири первой трети XX века)» (РГНФ, 1998); «Из двух углов: отечественный историографический процесс в оценке советских и эмигрантских историков. 1920—1930-е гг.)» (РФФИ, 2018—2019).

## Основные работы
Монографии и сборники
- Корзун В. П., Кузнецова О. В., Осадченко Б. А. Современная историческая наука Западной Сибири в лицах. Историки Омска. — Омск, 1999. — 300 с. (ISBN 5-8453-0001-0)
- Образы исторической науки на рубеже XIX—XX вв. (анализ исторических концепций) — Екатеринбург, 2000. — 226 с. (ISBN 5-7525-0808-8)
- Образы исторической науки в отечественной историографии рубежа XIX—XX веков: автореферат дис. … доктора исторических наук: 07.00.09. — Екатеринбург, 2002. — 39 с.
- Очерки истории отечественной исторической науки XX века: Монография / Под ред. В. П. Корзун. — Омск, 2005. — 683 с. (ISBN 5-7779-0635-4)
- Профессорская семья: отец и сын Лаппо-Данилевские. — СПб: Алетейя, 2011. — 192 с. (ISBN 978-5-91419-579-0)
- Образы и символы советского города в современных исследовательских опытах (региональный аспект). — Омск: Изд-во Ом. гос. ун-та, 2010. — 340 с.
- Трансформация образа советской исторической науки в первое послевоенное десятилетие: вторая половина 1940-х — середина 1950-х гг. / Корзун В. П., Колеватов Д. М., Кныш Н. А., Мамонтова М. А., Рыженко В. Г., Свешников А. В. — М.: РОССПЭН, 2011. — 471 с. (ISBN 978-5-8243-1606-3)
- Университет в истории и история университета: к 40-летию Омского государственного университета имени Ф. М. Достоевского: очерки / отв. ред. В. П. Корзун. — Омск: Издат. дом «Наука», 2014. — 380 с.: ил. (ISBN 978-5-98806-188-5)
- Волошина В. Ю., Груздинская В. С., Колеватов Д. М., Корзун В. П. Из двух углов: отечественный историографический процесс в оценке эмигрантских и советских историков (1920—1930-е гг.). — Омск: Изд-во Ом. гос. ун-та, 2020. — 336 с.

Статьи
- Г. В. Вернадский — историк русской исторической науки (продолжающаяся традиция или новый взгляд?) // Вестник Омского государственного университета. —1996. — Вып.1. — С.54—59.
- Жизненный мир и наука: отец и сын Лаппо-Данилевские // Ейдос: альманах теорії та історїісторичної науки. — Випуск 4. Украина, 2010. — С.395—416.
- Учитель-ученик: последние письма (В. О. Ключевский и П. Н. Милюков) // Мир историка: историографический сборник. — Вып. 7. — Омск: Изд-во Ом. гос. ун-та, 2011. — С. 453—456.
- Бои за Ключевского в советской историографии как способ самоидентификации исторического сообщества // Историческое познание и историографическая ситуация на рубеже XX—XXI вв. — М., 2012. — С.257—273.
- Научные сообщества историков России: практики антропологического описания (из лекционного опыта) // Вестник Челябинского государственного университета. — 2012. — № 16. — С.99—109.
- А. С. Лаппо-Данилевский: первые опыты интеллектуальной истории в российской гуманитаристике // Клио. — СПб., 2013. — С. 77—82.
- Корзун В. П., Мягков Г. П. Научные школы в российской исторической науке (опыт историографического осмысления последних десятилетий // Journal of Modern Russian History and Historiography. — Бриль: 6 (2013). — С. 158—201.
- Семья Лаппо-Данилевских: семейный контекст в историографическом нарративе // История и историки, 2011—2012 г. Историографический вестник. — М., 2013. —С. 135—166.
- Волошина В. Ю., Корзун В. П. Эмигрантский период жизни А. А. Кизеветтера в оптике «профессорской культуры» // Диалог со временем. Альманах интеллектуальной истории. — Вып. 58. — М., 2017. — С. 39—70.

Учебные издания:
- Историография отечественной истории (X—XX вв.): программа курса для студентов исторического факультета / сост. В. П. Корзун. — Омск: ОмГУ, 2000. — 27 с.
- Бычков С. П., Корзун В. П. Ведение в историографию отечественной истории XX века. — Омск: Изд-во Ом. гос. ун-та, 2001. — 359 с. (ISBN 5-7779-0265-0)
- Корзун В. П., Мамонтова М. А., Коновалова Н. А., Денисов Ю. П. Несколько лекций по методике историографического анализа: современные исследовательские практики. — Омск: Изд-во Ом. гос. ун-та, 2012. — 144 с.

## Награды и звания
- Заслуженный работник высшей школы Российской Федерации (23 сентября 2005)[7].
- Заслуженный профессор Омского государственного университета имени Ф. М. Достоевского (2017)[8].
- Лауреат общенациональной премии «Профессор года» в номинации «Исторические науки», присуждаемой Российским профессорским собранием (2020).